# Asgard (Stargate)
Los Asgard son una de las cuatro razas más avanzadas del universo ficticio de las series de televisión de Stargate. Son una benévola y muy adelantada raza de otra galaxia que ha visitado la Tierra en muchas ocasiones, dando lugar a las leyendas nórdicas. Eran parte de la Alianza de las Cuatro Grandes Razas. Su política en la Vía Láctea generalmente es oponerse a los Goa'uld, además de ser el aliado más poderoso del planeta Tierra. 

## Características de la raza
Físicamente parecidos a los aliens grises de Roswell, según el SGC; los Asgard son una raza benevolente, muy avanzada tecnológicamente y evolucionada que han visitado la Tierra en muchas ocasiones desde la Galaxia Ida, quienes además dieron creación a las leyendas Nórdicas. Todavía posan como Dioses ante algunas civilizaciones pretecnológicas, con la intención de hacer crecer dicha civilización. Así, cuando estén lo suficientemente avanzados, los Asgard volverán y mostraran su forma real. Eran miembros de la Alianza de las Cuatro Grandes Razas.
Los Asgard establecieron el Tratado de Planetas Protegidos con los Goa'uld, que fue expandido para incluir a los Tau'ri en la tercera temporada. Esto significa que los Goa'uld no pueden atacar la Tierra a no ser que quieran ser atacados por los Asgard (aunque esto no los ha detenido en ciertas ocasiones). Thor, el Comandante Supremo de los Asgard, expresó a los Tau'ri el arrepentimiento de que los Asgard hayan dejado que los Goa'uld se extiendan y esclavicen a los humanos en la Galaxia. Si ellos no estuvieran amenazados por los replicantes en la Galaxia Ida, hubieran prevenido que los Goa'uld adquirieran tanto poder y se convirtieran en una amenaza. Los Asgard ya no son capaces de reproducirse en la forma tradicional y deben utilizar la tecnología de clonación para poder sobrevivir, clonando sus cuerpos y trasfiriendo sus mentes a los cuerpos nuevos. Estuvieron en constante guerra con los replicantes hasta el final de la octava temporada.

## Tecnología
Los Asgard poseen un nivel de tecnología superior al de los Goa'uld. Sus naves son capaces de cruzar miles de años luz en minutos. También han dominado el teletransporte y tecnologías de la proyección holográficas. Sus naves son capaces de operar con solo un Asgard a bordo. Esto sugiere que sus naves poseen muchos sistemas automatizados. 
Su reproducción mediante la clonación y transferencia de mente ha producido un decaimiento del genoma Asgard, que ha llevado a su extinción en la galaxia Ida.

## Flota Asgard
Mientras los Asgard mantienen una flota grande de naves con capacidades defensivas, en conjunto no son una raza militarista, y desaprueban fuertemente el uso de tecnología para propósitos agresivos.
La flota más temida por los Goa'uld es la flota Asgard, formada únicamente por naves enormes, operadas por tan solo un Asgard por nave. Son poseedoras de un armamento potencialmente destructivo, laboratorios, defensas avanzadas y tecnología de altísimo nivel.
Las naves conocidas son las siguientes:
- Crucero de Batalla Asgard Clase Beliskner
- Crucero de Batalla Asgard Clase Daniel Jackson
- Crucero de Batalla Asgard Clase O'Neill

## Idioma
Se considera que el idioma de los Asgard ha influido en la formación de las lenguas germánicas. Su idioma escrito es el llamado rúnico o de runas. Cuando los Goa'uld son nombrados en la Tierra como figuras egipcias y griegas, los miembros de la raza Asgard son nombrados a partir de a mitología nórdica. El idioma hablado de los Asgard puede entenderse tocando el sonido marcha atrás.

## Alto Consejo Asgard
El Alto Consejo Asgard es el cuerpo de gobierno de esta raza. El tamaño y estructura del consejo son desconocidas, pero hay siete miembros sentados, incluyendo a Freyr, Thor y Penigal, por lo menos. El Alto Consejo Asgard toma decisiones que afectaran a la raza entera. Además, entra en las negociaciones en nombre de Tau'ri, el más notable el Tratado de Planetas Protegidos. 
Realizan la reunión en una gran habitación con proyectores holográficos.

## Tratado de Planetas Protegidos
En una ocasión los Asgard vinieron a ayudar a la Tierra cuando los Señores del Sistema Goa'uld habían decidido atacar la Tierra. Los Asgard reunieron a representantes de los Goa'uld, humanos y Asgard, con el propósito de incluir a la Tierra bajo la protección del “Tratado de Planetas Protegidos”. Este tratado ha servido para mantener la paz entre Goa'uld y Asgard. 
Asistiendo en nombre de los Goa'uld; Yu, Nirrti y Cronos. Thor representó a los Asgard y escogió al Coronel Jack O'Neill para representar a los humanos.

## Los Replicantes
Los Asgard han sido incapaces de ayudar a la Tierra con su lucha contra los Goa'uld principalmente debido a una guerra con un enemigo mayor, los Replicantes. Las armas de los Asgard, basadas en descargas de energía, habían demostrado ser ineficaces contra los replicantes. Las armas humanas, por otro lado, usaban reacciones químicas simples para propulsar proyectiles inertes y por lo tanto sí podían dañarlos. Con la ayuda del SG-1, los Asgard pudieron atraer a todos los replicantes en un campo de dilatación temporal. 
Desgraciadamente, escaparon y lanzaron un ataque sobre el mundo natal Asgard, Orilla. Aegir atacó la nave que surgió del hiperespacio antes de que pudiera levantar sus escudos. Pero no todos los replicantes fueron destruidos: el replicante humanoide conocido como “Quinto" aterrizó en el planeta junto con algunos de sus hermanos mecánicos. El Coronel O'Neill, con el conocimiento transmitido de un Depósito de los Antiguos, pudo inventar un arma que bloqueara permanentemente la red de intercomunicación de las células replicantes. Thor pudo diseñar una versión más grande y así disparar sobre el planeta de Orilla.

## Guerra contra los Ori
Después de la derrota de los Replicantes, los Asgard siguieron ayudando a los Tau'ri en la creación de las naves Daedalus, Odyssey y el Apolo, las tres de la Fuerza Aérea Estadounidense y el Korelev de la Fuerza Aérea Rusa con escudos y tecnología de Transporte, además pelearon en la batalla del P3Y-229 (capítulo "Camelot"), donde especulativamente perdieron la nave que usaron allí, además de tener a bordo de las naves Tau'ri un Asgard, para el mejor manejo de la tecnología con la que están dotadas estas naves.
En el capítulo "Inacabable" los Asgard citan a los Tau'ri a su planeta natal "Orilla". Revelan que su raza está condenada a la extinción por los errores degenerativos en su proceso de clonación, por lo que han decidido dotar a la "Odyssey" de toda la tecnología y conocimientos que poseen y así establecer como sucesores a los humanos de la Tierra (y nombrarlos, por fin, la Quinta Raza). Tras ese último acto, los Asgard se suicidan en masa haciendo explotar el planeta.

## Galaxia Pegasus
No obstante, la raza Asgard no está totalmente extinguida. Los miembros de la misión Atlantis se encuentran en la galaxia Pegasus con un pequeño grupo de Asgard que quedó aislado del resto de su raza durante la guerra contra los Wraith. Estos Asgard parecen haber solucionado los problemas del proceso de clonación, pero a diferencia de sus hermanos no muestran una actitud generosa y benevolente. Su único interés es exterminar a los Wraith, y para ello no dudarán en apartar de su camino a cualquiera que se interponga (incluso llegaron a activar un dispositivo que hacía explotar a las naves Wraith, pero que tenía como contrapartida un efecto similar en los Stargates).